# Tránsito de madrugada
Tránsito de madrugada es una obra de teatro de Santiago Moncada, estrenada en 1958.

## Argumento
La obra se desarrolla paralelamente en dos secuencias. En una un hombre y una mujer se conocen cuando están a punto de suicidarse saltando por un puente. Se enamoran y se unen. En la otra secuencia, esa misma parejacontempla la vida desde la perspectiva de la vejez. 

## Estreno
- Teatro María Guerrero, Madrid, 7 de mayo de 1958. 
  - Dirección: Claudio de la Torre.
  - Intérpretes: Ángel Picazo, Mari Carmen Díaz de Mendoza, Rafael Alonso, María Bassó.

## Premios
- Premio Calderón de la Barca, 1957.